# گارفیلد اسمیت
گارفیلد اسمیت (انگلیسی: Garfield Smith؛ زاده ۱۸ نوامبر ۱۹۴۵) یک بازیکن بسکتبال اهل ایالات متحده آمریکا است.